# Filmåret 1989

## Händelser

### April
- 16 april – 100-årsminnet av Charlie Chaplins födelse uppmärksammas.[1]

## Academy Awards, Oscar: (i urval)
| Kategori                  | Vinnare                               |
| ------------------------- | ------------------------------------- |
| Bästa film                | På väg med miss Daisy                 |
| Bästa regi                | Oliver Stone (Född den fjärde juli)   |
| Bästa manliga huvudroll   | Daniel Day-Lewis (Min vänstra fot)    |
| Bästa kvinnliga huvudroll | Jessica Tandy (På väg med miss Daisy) |
| Bästa manliga biroll      | Denzel Washington (Ärans män)         |
| Bästa kvinnliga biroll    | Brenda Fricker (Min vänstra fot)      |
| Bästa utländska film      | Cinema Paradiso (Italien)             |

Se här för komplett lista

## Årets filmer

### #
- 3615 code Père Noël

### A - G
- Always
- Avgrunden
- Batman[2]
- Blommor av stål[3]
- Brev till paradiset
- Cha cha cha
- Do the Right Thing
- Döda poeters sällskap[4]
- Dödligt Vapen 2[5]
- En snut på hugget
- En torr vit årstid
- Erik Viking[6]
- Exil – en mors berättelse
- Fallgropen
- De fantastiska Baker Boys
- Född den fjärde juli[7]
- Föräldraskap
- Gentlemannakriget
- Ghostbusters 2[8]

### H - N
- Hajen som visste för mycket[9]
- Henrik V[10]
- Hör upp, blindstyre!
- Imorron och imorron och imorron
- Indiana Jones och det sista korståget[11]
- Interdevotjka
- Istanbul
- Jorden runt på 80 dagar
- Jönssonligan på Mallorca[12]
- Karate Kid III - Man mot man[13]
- Kronvittnet
- Kvinnorna på taket
- Livsstråk
- Den lilla sjöjungfrun[14]
- Min vänstra fot
- Miraklet i Valby[15]
- Music Box - skuggor ur det förflutna
- Nallar och människor
- När Harry mötte Sally
- När var tar sin

### O - U
- Paper Star
- Peter och Petra [16]
- Pink Cadillac
- Polisskolan 6 – Går under jorden[17]
- På väg med miss Daisy
- Resan till Melonia[18]
- Samlaren
- Sea of Love
- Star Trek V - Den yttersta gränsen[19]
- Strålande tider
- Så var det ingen kvar
- Tango & Cash
- Tid för hämnd
- Tiden har inget namn
- Tillbaka till framtiden del II[20]
- Tong Tana
- Troop Beverly Hills
- Täcknamn Coq Rouge
- Undergångens arkitektur
- Uppgörelsen

### V - Ö
- Wallace & Gromit: Osten är slut
- Ängel

## Födda
- 3 januari – Alex D. Linz, amerikansk skådespelare.
- 12 februari – Afshan Azad, brittisk skådespelare.
- 27 juni – Matthew Lewis, brittisk skådespelare.
- 21 juli – Rory Culkin, amerikansk skådespelare.
- 23 juli – Daniel Radcliffe, brittisk skådespelare, mest känd i rollen som Harry Potter.
- 21 augusti – Hayden Panettiere, amerikansk skådespelare.
- 28 december – Mackenzie Rosman, amerikansk skådespelare.

## Avlidna
- 23 januari – Salvador Dalí, spansk konstnär, manusförfattare och scenograf.
- 30 januari – Nils Gustafsson, svensk kyrkoherde och skådespelare.
- 3 februari – John Cassavetes, amerikansk skådespelare och filmregissör.
- 8 februari – Osamu Tezuka, japansk animatör.
- 25 februari – Lisa Wirström, svensk skådespelare.
- 27 mars – Ruth Stevens, svensk skådespelare.
- 29 mars – Bernard Blier, fransk skådespelare.
- 30 april – Sergio Leone, 60, italiensk regissör.[1]
- 4 juni – Lizzy Stein, svensk skådespelare och sångerska.
- 14 juni – Elsa Winge, svensk skådespelare.
- 22 juni – Martha Colliander, svensk skådespelare.
- 10 juli – Mel Blanc, amerikansk röstskådespelare.
- 11 juli – Sir Laurence Olivier, 82, brittisk skådespelare.[1]
- 29 juli – Walter Sarmell, svensk skådespelare och inspicient.
- 3 augusti – Ulla Sjöblom, svensk skådespelare och sångerska.[1]
- 13 augusti – Hugo del Carril, argentinsk skådespelare, tangosångare och filmregissör.
- 16 augusti – Amanda Blake, amerikansk skådespelare.
- 29 augusti – Tage Holmberg, svensk filmklippare , fotograf, regiassistent och manusförfattare.
- 17 september – Lill-Tollie Zellman, svensk skådespelare.
- 23 september – Per-Erik Lindorm, svensk journalist, manusförfattare och skriftställare.
- 4 oktober – Graham Chapman, brittisk komiker, manusförfattare och skådespelare, medlem i Monty Python.
- 6 oktober – Ruth Elizabeth, 81, amerikansk filmskådespelare.[1]
- 20 oktober – Anthony Quayle, 76, brittisk skådespelare.[1]
- 20 oktober – Arthur Spjuth, 85, svensk regissör och manusförfattare.
- 3 november – Rune Landsberg, svensk skådespelare.
- 2 december – Karl-Erik Alberts, svensk filmfotograf och kortfilmsregissör.
- 12 december – Howard Lang, brittisk skådespelare.
- 13 december – Olga Appellöf, svensk skådespelare.
- 16 december – Silvana Mangano, 59, italiensk skådespelare.[1]
- 16 december – Lee van Cleef, amerikansk skådespelare.
- 25 december – Gus Dahlström, svensk skådespelare och musiker.

### Fotnoter
1. 1 2 3 4 5 6 7   Horisont 1989. Bertmarks
2. ↑  IMDb, läst 1 mars 2012
3. ↑  IMDb, läst 1 mars 2012
4. ↑  IMDb, läst 1 mars 2012
5. ↑  IMDb, läst 1 mars 2012
6. ↑  IMDb, läst 1 mars 2012
7. ↑  IMDb, läst 1 mars 2012
8. ↑  IMDb, läst 29 februari 2012
9. ↑  IMDb, läst 1 mars 2012
10. ↑  IMDb, läst 1 mars 2012
11. ↑  IMDb, läst 1 mars 2012
12. ↑  IMDb, läst 29 februari 2012
13. ↑  IMDb, läst 29 februari 2012
14. ↑  IMDb, läst 1 mars 2012
15. ↑  IMDb, läst 1 mars 2012
16. ↑  ”Astrid Lindgren”. http://www.astridlindgren.se/verken/filmerna/filmlista. Läst 21 mars 2011.
17. ↑  IMDb, läst 1 mars 2012
18. ↑  IMDb, läst 1 mars 2012
19. ↑  IMDb, läst 1 mars 2012
20. ↑  IMDb, läst 1 mars 2012